# Yukarıkaracaören, Durağan
Yukarıkaracaören là một xã thuộc huyện Durağan, tỉnh Sinop, Thổ Nhĩ Kỳ. Dân số thời điểm năm 2011 là 84 người.